# Eyam
Eyam – wieś w Anglii, w hrabstwie Derbyshire, w dystrykcie Derbyshire Dales. Leży 43 km na północ od miasta Derby i 224 km na północny zachód od Londynu. W 2011 miejscowość liczyła 969 mieszkańców.

## Zaraza w latach 1665–1667
Wieś zasłynęła postawą mieszkańców podczas wielkiej zarazy w Londynie. Położona była wówczas na ważnym szlaku handlowym między Sheffield a Manchesterem. We wrześniu 1665 r. George Viccars, pomocnik krawca, przywiózł z Londynu zapchloną partię koców, sprowadzając zarazę do miejscowości. Po tygodniu Viccars zmarł, a 6 tygodni później zmarło blisko 30 mieszkańców Eyam. Zimą zaraza stopniowo wygasła i w maju 1666 r. nie zanotowano żadnego zgonu z jej powodu. Wraz z ociepleniem choroba jednak powróciła. Nowo przybyły proboszcz William Mompesson zdołał przekonać mieszkańców, aby ustanowić izolację wioski. Byli oni świadomi, że doprowadzi to wśród nich do znacznej liczby zgonów, ale może ocalić życie wielu tysięcy innych ludzi. Przez 14 miesięcy wioska była odizolowana, a nikt poza wyznaczonym kordonem nie zachorował. W samej miejscowości zmarło ok. 33% jej mieszkańców.